# Tania Bedriñana
Tania Bedriñana (Lima, 1973) es una artista peruano alemana, cuya obra abarca medios como el dibujo, la pintura, la escultura y piezas trabajadas con la técnica del cut out, siendo esta última la que viene usando desde inicios de la década del 2000, en instalaciones de sitio específico. Desde el 2002, vive y trabaja en Berlín.

## Trayectoria
Bedriñana realizó sus primeros estudios de pintura en la Pontificia Universidad Católica del Perú entre 1990 y 1995, continuó su formación Alemania, en el Kunsthochschule Kassel entre 1999 y 2002, y en la Universidad de las Artes de Berlín entre 2002 y 2005. Además ha realizado residencias en KAAD (Catholic academic exchange service) entre el 2002 y 2004.
En los noventa, cuando empezó sus estudios de Pintura en la Pontificia Universidad Católica del Perú, tuvo un interés particular en brindarle a esta disciplina una tercera dimensión, lo cual escapa de lo tradicional, aplicando así diversas capas de óleo.
Fue en el año 2002 en el que empezó a experimentar con el cut out, técnica de recorte o calado del papel, que continúa empleando hasta la actualidad, siendo el eje de atención de sus exposiciones, tanto en el Perú como en el exterior. 
En 1998 se desempeñó como profesora de Dibujo en la Escuela Nacional de Bellas Artes del Perú, años más tarde retomó esta labor de enseñanza en la Universidad de Kassel, en Alemania.

## Características de su obra
Bedriñana hace uso de una variada gama de medios plásticos, así como, de estrategias artísticas. En su trabajo reciente emplea técnicas como el dibujo, la pintura y, principalmente, el cut out o recorte mediante el cual genera conjuntos de instalaciones que exhibe en diversos ciudades, París, Lima, Nueva York, Berlín, bajo una clave site-especific.
En lo que respecta a su obra realizada con la técnica del cut out, gran parte de ella recurre a imágenes femeninas que presentan cierta vulnerabilidad, la cual se transmite a través de las siluetas cortadas y la posición en la que estas son instaladas en un espacio que te lleva a una atmósfera totalmente distinta.

## Colecciones
Sus obras forman parte de colecciones públicas como las del Instituto Cultural Peruano Norteamericano, el Museo de Arte de la Universidad Nacional Mayor de San Marcos, en Perú, y del Grafische Sammlung, Frans Masereel Centrum, en Holanda.

## Principales exposiciones
En el Perú cuenta con exposiciones tanto individuales como grupales, dentro de las cuales destaca la que realizó en Lima a fines del año 2019.

#### Cortar el aire/ Recorte Contemporáneo
Exposición realizada en la Sala Juan Acha del Museo de Arte de San Marcos entre el 15 de noviembre de 2019 y el 25 de enero de 2020.
En esta gran instalación u antología de instalaciones, según refiere el curador peruano Manuel Munive, se presentaron recortes [cut out] que Bedriñana realizó en Alemania entre 2013 y 2019, periodo en el que experimenta con esta técnica que consiste en el recorte y calado de papel u telas que luego procede a pintar. En esta muestra emplea un recurso constante en su trabajo, que consiste en la asociación de fragmentos de obras realizadas en momentos distintos para configurar nuevas instalaciones in situ. A decir de Gabriela Germaná, las instalaciones de Bedriñana nunca se cierran como objetos determinados, por el contrario permanecen en un estado de cambio latente, como una suerte de repertorio susceptible de reaparecer en otros espacios, con diferentes roles y sentido.
Además recurre a un recurso técnico en el cual secciona distintas partes del cuerpo de sus obras, que en su mayoría son siluetas femeninas, lo cual lleva a Manuel Munive a comentar al respecto: "Y aquí es donde nos asalta el presente peruano, para el cual estas jovencitas fantasmáticas, de anatomía rota y dislocada, y perturbadoramente sonrientes, lucen como evocaciones de aquellas cuyas vidas han sido brutalmente cegadas."

## Exposiciones
Desde su etapa de estudiante Tania Bedriñana ha participado en diversas exposiciones individuales y colectivas alrededor del mundo.

### Individuales
- 2012 Enfant terrible, Galería ICPNA Miraflores, Lima
- 2011 Cut Dream: Extended Drawing, Gallery of the University 8, París
- 2010 A través / Through, Super bien!, Berlin
- 2008 Anima,s Kunstverein Bernau
- 2008 Atelier, walldrawings, Kunstfabrik e.V, presented by Gallery Gmür, Berlin
- 2007 Structures of Feeling, Gallery Ulf Wetzka, Berlin
- 2007 Persona Normal, Forum Gallery Lima
- 2007 (C) Ser / Res, Galerie Ulf Wetzka, Berlin
- 2003 Los cuartos de arriba, Centre Culturel du Panthéon, París
- 2002 Alas de mariposa, Gallery Stellwerk, Kulturbahnhof Kassel
- 1997 Pinturas, Gallery Quadro, Lima